# یوهانا ایکونن
یوهانا ایکونن (انگلیسی: Johanna Ikonen؛ زادهٔ ۹ ژانویهٔ ۱۹۶۹) بازیکن هاکی روی یخ اهل فنلاند است.